# Braunsapis nitida
Braunsapis nitida är en biart som först beskrevs av Smith 1859.  Braunsapis nitida ingår i släktet Braunsapis och familjen långtungebin. Inga underarter finns listade.

## Bildgalleri

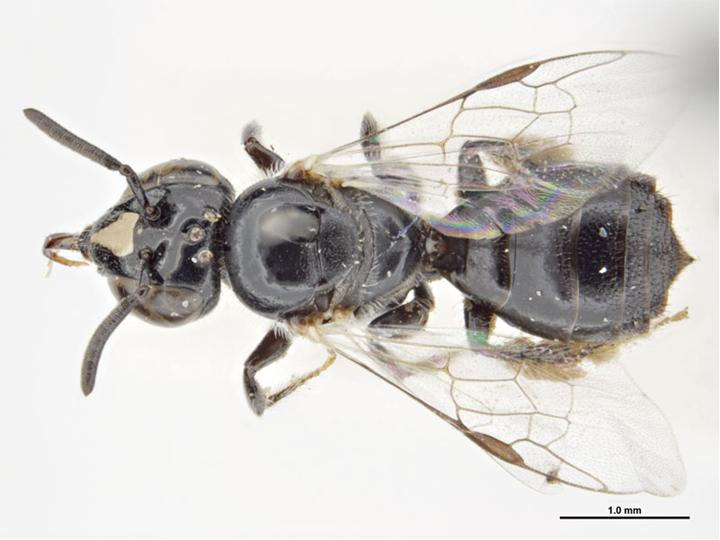
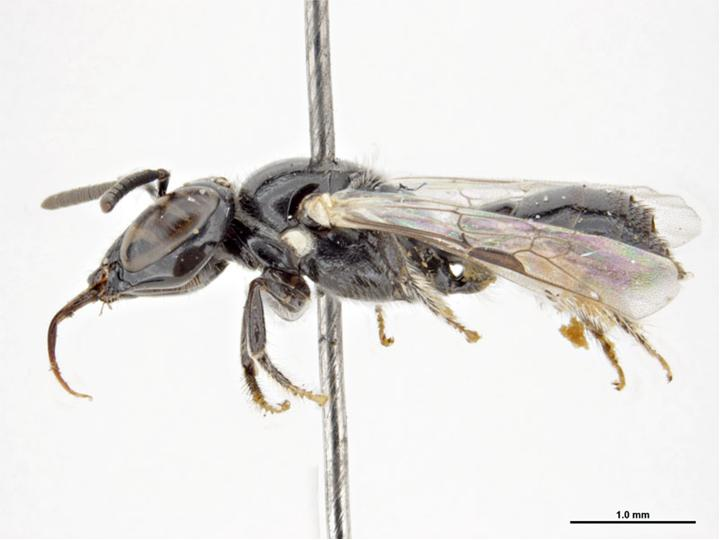